# Torrecilla del Ducado
Torrecilla del Ducado es una localidad española del término municipal de Sienes, perteneciente a la provincia de Guadalajara, en la comunidad autónoma de Castilla-La Mancha.

## Historia
La historia de Torrecilla del Ducado se remonta a 1479 cuando Isabel la Católica elevó el Condado de Medinaceli a Ducado a favor de Luis de la Cerda y de la Vega, quinto conde de Medinaceli. A principios del siglo XIX la población pasó a formar parte de Olmedillas.
Hacia mediados del siglo XIX, el lugar tenía contabilizada una población de 117 habitantes. Aparece descrito en el decimoquinto volumen del Diccionario geográfico-estadístico-histórico de España y sus posesiones de Ultramar de Pascual Madoz de la siguiente manera:

TORRECILLA DEL DUCADO: l. del ayunt. de Olmedillas en la prov. de Guadalajara (13 leg.), part. jud. y dioc. de Siguenza (2 1/2), aud. terr. de Madrid (33), c. g. de Castilla la Nueva. sit. en llano con buena ventilacion y clima sano. Tiene 27 casas, la que fue de ayunt. y una igl. parr., servida por un cura y un sacristan: confina el térm. con los de Imon, Olmedillas, Alboreca y Matas: el terreno bañado por un arroyo que brota dentro de la jurisd., es de regular calidad; comprende buenos montes poblados de encina, roble y chaparros con algun otro árbol. caminos: los locales, en mal estado. correo, se recibe y despacha en Siguenza. prod.: cereales, legumbres, leñas de combustible y carboneo, y buenos pastos con los que se mantiene ganado lanar y vacuno: hay caza de liebres, conejos y perdices. ind.: la agrícola y recriacion de ganados. pobl.: 27 vec., 117 alm. cap. prod.: 756,000 rs. imp.: 37,800. contr.: 2,094.
(Madoz, 1849, p. 78)

## Demografía
| Gráfica de evolución demográfica de Torrecilla del Ducado entre 1842 y 1981 |
| |
| Población de derecho según los censos de población del INE Población de hecho según los censos de población del INEEntre el censo de 1857 y el anterior, este municipio desaparece porque se integra en el municipio Olmedillas Entre el censo de 1930 y el anterior, aparece este municipio porque se segrega del municipio Olmedillas Entre el censo de 1991 y el anterior, este municipio desaparece porque se integra en el municipio Sienes |

A partir de 1930 la población quedó independizado de Olmedillas al pasar a tener ayuntamiento propio. A comienzos del siglo XX la casa de Medinaceli fue vendiendo sus terrenos poco a poco, hasta los años 1960. En 1990 el municipio de Torrecilla del Ducado desapareció, al ser anexionado por el de Sienes.